# Клеандр (тиран Гели)

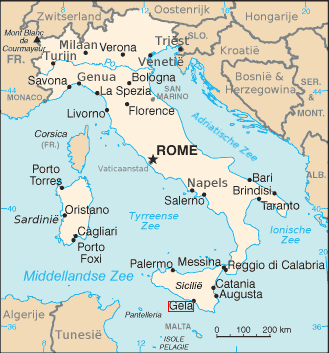
Місто Гела

Клеандр (грец. Κλέανδρος, ? — 498 до н. е.) — тиран міста Гела з 505 по 498 роки до н. е.

## Біографічні відомості
Був сином Пантара, який переміг на своїй квадризі на Олімпійських іграх та належав до найшанованіших людей міста. Клеандр захопив Гелу за допомогою гетерії (групи прихильників), поваливши олігархічний лад у місті. У 498 році до н. е. гелосець Сабілл (член олігархічної групи) вбив Клеадра. Однак тиранія у Гелі не зникла — новим тираном міста став брат Клеандра — Гіппократ.